# 乔治·温哥华
喬治·溫哥華（英語：George Vancouver，1757年6月22日—1798年5月12日），英国皇家海军军官。以其对北美太平洋海岸（即現時加拿大卑詩省和美國華盛頓、俄勒岡及阿拉斯加州對出海岸）的勘测活动而出名。

## 生平
温哥华出生于诺福克郡金斯林，15岁时即随詹姆斯·库克船长远航太平洋。其后，他作为英国海军的一员，参与了在西印度群岛对法国舰队的作战。1789年，英国和西班牙为争夺西北北美洲的殖民权发生冲突，温哥华被派往努特卡湾服役。当这一危机解除后，温哥华受命率发现号军舰对努特卡湾和附近海岸进行勘查以宣示主权。
1792年，当温哥华沿着今日俄勒冈州和华盛顿州海岸北上时，遇到了美国海军船长罗伯特·格雷。格雷其后转而溯哥伦比亚河而上，勘测内地。温哥华接着北上，考察了分割温哥华岛和北美大陆的胡安·德富卡海峡。结束考察以后，他前往努特卡湾，接受按照两国协定而由西班牙返还给英国的定居点房屋。当年冬天，他前往加利福尼亚海岸，其间曾一度前往夏威夷群岛过冬并考察。
1793年，温哥华再一次向北航行，最远到达北纬56度，当年冬天再次前往夏威夷越冬。1794年，他又一次向北考察，到达了库克湾，此后率船经合恩角回国，其後在1798年5月12日於倫敦去世。
在温哥华的考察报告中，他指出西北航道不存在于大家原以为的纬度。为了纪念他的功绩，北美太平洋西北地區多處地方以其名命名，包括温哥华岛和兩個温哥华市（一個位於卑詩省，另一個則位於華盛頓州）等等。